# Gemeentebelangen Korendijk
Gemeentebelangen Korendijk (afgekort als GB Korendijk) is een lokale politieke partij die uitkomt in de Zuid-Hollandse gemeente Korendijk. De partij zegt op te komen voor de belangen van de inwoners van deze gemeente. GB Korendijk is de enige lokale partij binnen de gemeenteraad van Korendijk.

## Zetels
| Aantal zetels | 3 | 3 | 2 | 2 | 3 |